# مکبث (فیلم ۱۹۸۷)

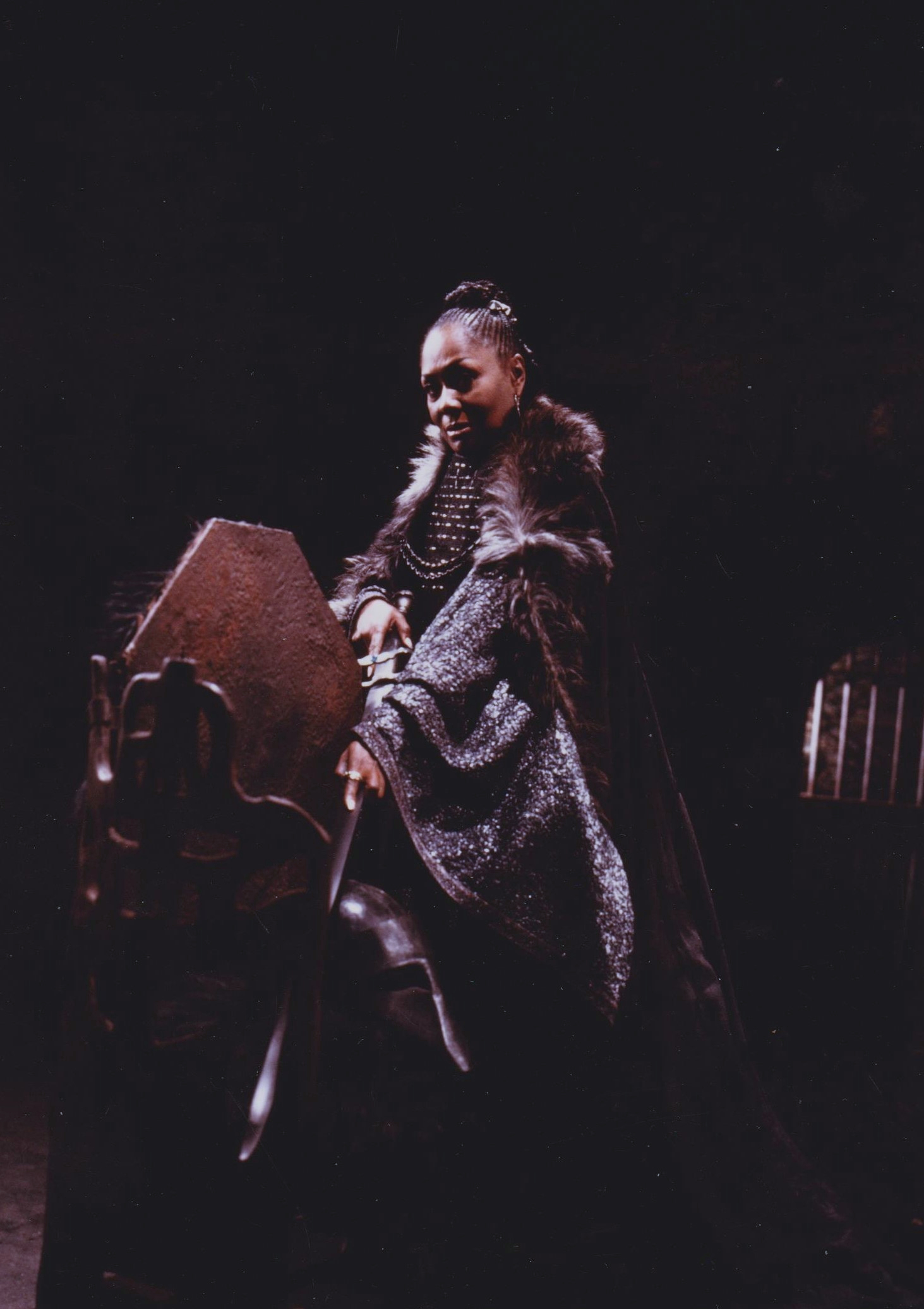
نگاره‌ای از لیدی مکبث در تئاتر مکبث - فرانسه

«مکبث» (انگلیسی: Macbeth (1987 film)) یک فیلم است که در سال ۱۹۸۷ منتشر شد.